# Rauno Mäkinen
Rauno Mäkinen   (Pori, 22 de gener de 1931 - Vaajakoski, 9 de setembre de 2010) va ser un lluitador finlandès que va competir durant la dècada de 1950. Combinà la lluita grecoromana amb la lluita lliure.
El 1952 va prendre part als Jocs Olímpics d'Estiu de Hèlsinki, on fou sisè en la competició del pes ploma del programa de lluita lliure. Quatre anys més tard, als Jocs de Melbourne, guanyà la medalla d'or en la prova del pes ploma del programa de lluita grecoromana. El 1960, a Roma, va disputar, sense sort, els seus tercers i darrers Jocs.
S'inicià com a lluitador d'estil lliure, guanyant quatre títols nacionals consecutius entre 1952 i 1955. Posteriorment va canviar a la lluita grecoromana, guanyant dos títols nacionals més, el 1956 i 1960. Diverses lesions acabaren provocant la seva retirada el 1960.
A més de lluitar, va jugar a futbol a nivell nacional amb l'Ilves-Kissat. Inicialment enginyer de la construcció, en retirar-se de les competicions passà a treballar de policia a Tampere, Jyväskylä i Vaajakoski fins que es va jubilar el 1974 a causa d'una malaltia. Va continuar vincular amb la lluita com a àrbitre, participant com a tal als Campionats del Món de 1962 i 1965 i als Jocs Olímpics de 1968. Mentre vivia a Tampere també va entrenar joves lluitadors i futbolistes.